# Fossalta di Piave
Fossalta di Piave este o comună din provincia Veneția, regiunea Veneto, Italia, cu o populație de 4.222 de locuitori și o suprafață de 9,64 km².

## Demografie
Fossalta di Piave - evoluția demografică

|  | Graficele sunt indisponibile din cauza unor probleme tehnice. Mai multe informații se găsesc la Phabricator și la wiki-ul MediaWiki. |

Date: Recensăminte sau birourile de statistică - grafică realizată de Wikipedia